# 丁格勒 (阿拉巴馬州)
丁格勒（英語：Dingler）是一個位於美國阿拉巴馬州蘭道夫縣的非建制地區。該地的面積和人口皆未知。

## 地理
丁格勒的座標為33°19′52″N 85°37′51″W / 33.33111°N 85.63083°W，而該地的平均海拔高度為288米（即945英尺）。